# 1938 у літературі

## Нагороди
- Нобелівську премію з літератури отримала американська письменниця Перл Бак.

## Народились
- 13 лютого — Ян Зібелінк, голландський письменник.
- 21 травня — Урс Відмер, швейцарський письменник (помер у 2014).
- 8 червня — Майкл Аббенсеттс, британський письменник гаянського походження (помер у 2016).

## Померли
- 26 січня — Зіткала-Ша, американська індіанська письменниця з племені янктон-сіу.
- 21 травня — Ейнар Кваран, ісландський письменник, драматург і поет.

## Нові книжки
- Ребекка — роман Дафни дю Мор'є
- Смерть серця — роман Елізабет Бовен